# 图尔讷
图尔讷（法語：Tournes，法語發音：[tuʁn] ⓘ）是法国阿登省的一个市镇，属于沙勒维尔-梅济耶尔区。

## 地理
图尔讷（49°47'48"N, 4°38'13"E）面积8.26 平方千米，位于法国大東部大區阿登省，该省份为法国北部内陆省份，西接埃纳省，南至马恩省，东临默兹省，北与比利时接壤。
与图尔讷接壤的市镇（或旧市镇、城区）包括：阿勒、贝尔瓦勒、克利龙、达穆济、欧德勒西、乌尔迪济。

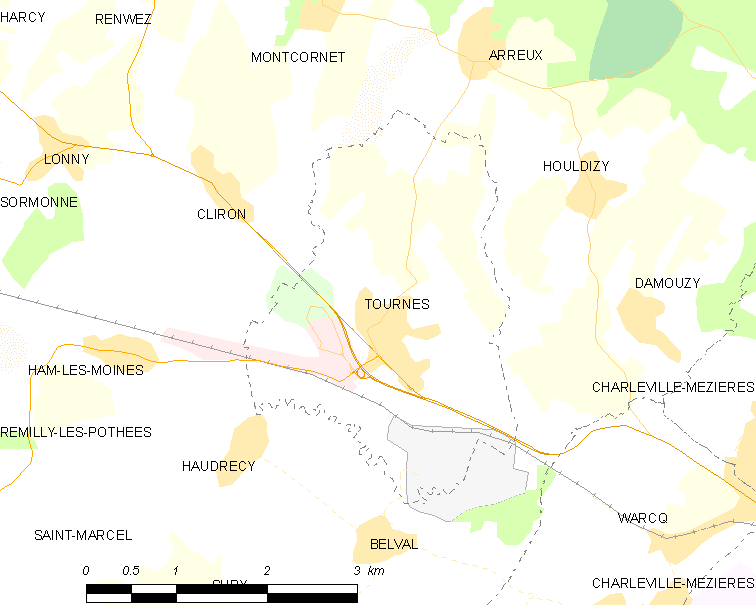
图尔讷的OSM定位图

图尔讷的时区为UTC+01:00、UTC+02:00（夏令时）。

## 行政
图尔讷的邮政编码为08090，INSEE市镇编码为08457。

## 政治
图尔讷所属的省级选区为沙勒维尔-梅济耶尔第一县。

## 人口

1962-2008年间图尔讷人口变化图示

图尔讷于2022年1月1日时的人口数量为1058人。